# كريس لانغهام
كريس لانغهام (بالإنجليزية: Chris Langham)‏ (و. 1949  م) هو ممثل كوميدي، وكاتب سيناريو، وممثل، ومرتجل، وممثل تلفزي بريطاني، ولد في لندن، بدأ مشواره المهني سنة 1973.

## التعليم
تعلم في جامعة برستل
.

## جوائز
حصل على جوائز منها:
- جائزة نقابة الكتاب الأمريكية
- جائزة إيمي

## وصلات خارجية
- كريس لانغهام على موقع IMDb (الإنجليزية)
- كريس لانغهام على موقع ميوزك برينز (الإنجليزية)
- كريس لانغهام على موقع إن إن دي بي (الإنجليزية)
- كريس لانغهام على موقع ديسكوغز (الإنجليزية)
- كريس لانغهام على موقع قاعدة بيانات الفيلم (الإنجليزية)

- كريس لانغهام في قاعدة بيانات الأفلام على الإنترنت